# Allianz Suisse Open Gstaad 2009
L'Allianz Suisse Open Gstaad 2009 è stato un torneo di tennis giocato sulla terra rossa. 
È stata la 95ª edizione dell'evento che quest'anno ha preso il nome di Allianz Suisse Open Gstaad
che fa parte della categoria ATP World Tour 250 series nell'ambito dell'ATP World Tour 2009.
Si è giocato nella Roy Emerson Arena di Gstaad in Svizzera, dal 26 luglio al 2 agosto 2009.

## Partecipanti

### Teste di serie
| Nazionalità | Giocatore             | Ranking* | Testa di serie |
| ----------- | --------------------- | -------- | -------------- |
| Svizzera    | Stan Wawrinka         | 18       | 1              |
| Germania    | Philipp Kohlschreiber | 24       | 2              |
| Russia      | Igor' Andreev         | 28       | 3              |
| Romania     | Victor Hănescu        | 31       | 4              |
| Francia     | Jérémy Chardy         | 32       | 5              |
| Germania    | Nicolas Kiefer        | 34       | 6              |
| Spagna      | Feliciano López       | 38       | 7              |
| Francia     | Paul-Henri Mathieu    | 38       | 8              |

- Ranking al 20 luglio 2009.

### Altri partecipanti
Giocatori che hanno ricevuto una Wild card:
- Gastón Gaudio
- Stéphane Bohli
- Marco Chiudinelli

Giocatori passati dalle qualificazioni:

- Thomaz Bellucci
- Federico Delbonis
- Farruch Dustov
- Thierry Ascione

## Campioni

### Singolare
Thomaz Bellucci ha battuto in finale  Andreas Beck, 6–4, 7–6(2)

### Doppio
Marco Chiudinelli /  Michael Lammer hanno battuto in finale  Jaroslav Levinský /  Filip Polášek, 7–5, 6–3.